# Четврта коалиција
Рат четврте коалиције је део Наполеонових ратова, који је трајао од 1806. до 1807. У четвртој коалицији против Наполеона налазили су се Пруска, Русија, Саксонија, Шведска и Велика Британија. Многи чланови коалиције су претходно били у саставу треће коалиције. Пруска је постала члан коалиције јер се бојала Француске након пораза Аустрије. Пруска и Русија су извршиле мобилизацију за нови поход, а Пруси су се сконцентрисали у Саксонији.

## Преглед
Наполеон је извео контранапад и победио је у бици код Јене и Ауерштета у октобру 1806. Француска војска под Наполеоновим вођством окупирала је Пруску и 25. октобра 1806. су заузели Берлин. Кретали су се кроз Источну Пруску према руској граници. Французи су имали једну неодлучену битку против Руса код Ејлау фебруара 1807. Наполеон се сукобио са руском војском у бици код Фридланда 14. јуна 1807. Руси су били тешко поражени, па су тражили мир. Тилзитским миром у јулу 1807. Пруска је предала пола своје територије Француској. Русија је такође морала направити велике уступке. Успостављена је Вестфалска краљевина Жерома Бонапартеа. Створена је и нова Наполеонова вазална држава Варшавско војводство.

## Порекло четврте коалиције
Четврту коалицију (1806—1807) формирале су Пруска, Русија, Саксонија, Шведска и Велика Британија против Француске. Формирале су је неколико месеци након распада претходне коалиције. Наполеон је у јулу 1806. од мноштва немачких државица створио Рајнску конфедерацију. Спојио је мноштво малих државица у веће кнежевине, војводства и краљевине. Владарима Саксоније и Баварске, највећих држава конфедерације, дао је статус краља.

## Рат са Пруском
У августу 1806. пруски краљ Фридрих Вилхелм III одлучио је да крене у рат независно од других великих сила сем Русије. Разумније је било да се годину дана пре тога придружио рату против Наполеона и спречио аустријски пораз код Аустерлица. Када је Пруска објавила рат руска војска је била далеко од савезника. У септембру 1806. Наполеон је кренуо свим снагама источно од Рајне. Жан Лане је победио мањи део пруске војске код Салфелда. Само четири дана после тога Наполеон је победио пруску војску у бици код Јене 14. октобра 1806. Маршал Даву је истога дана победио пруску војску код Ауерштета. Око 160.000 француских војника је кренуло на Пруску и Наполеон је успео да води поход том брзином и снагом да је уништио пруску војску као ефективну војну силу. Пруска војска је имала четврт милиона војника, а имала је 25.000 жртава, 150.000 заробљеника. Осим тога Пруси су изгубили 100.000 пушака које су биле ускладиштене у Берлину и изгубили су 4.000 топова. Наполеон је ушао у Берлин 27. октобра 1806. и посетио је гроб Фридриха Великога. При томе је Наполеон са генералима одао почаст Фридриху Великом и рекао је да је Фридрих жив да они не би били ту. Наполеон је за само 19 дана од почетка напада избацио Пруску из рата заузимајући Берлин и уништавајући пруску војску код Јене и Ауерштета.

## Континентални систем
У Берлину је Наполеон издао серију декрета којима је 21. новембра 1806. успоставио континентални систем. Том политиком намеравао је да елиминише опасност од Велике Британије затварајући континентални део Европе под француском доминацијом за трговину са Великом Британијом. Велика Британија је остала минимална опасност за Француску. имала је највише 220.000 војника у доба Наполеонских ратова. Француска је знала имати и 1.500.000 војника. Британска Краљевска морнарица је спречавала трговину Француске са другим континентима. Нападали су, заузимали и претили француским бродовима. Заузимали су француске колонијалне поседе, али нису могли да спрече трговину Француске са највећим економијама у Европи. Нису могли да буду претња француским територијама у Европи. Осим тога Француска је имала много више становника, а имала је и много већу пољопривредну производњу од Велике Британије. Ипак Велика Британија је имала најјачу индустрију у Европи и као господари мора успели су да постигну велику економску моћ трговином. То је било довољно да осигура да Француска никад у миру не консолидује контролу над Европом. Ипак многи у француској влади су веровали да ће трговачким ембаргом изоловати Велику Британију и окончати њихов економски утицај над Европом.

## Рат са Русијом
Следећа фаза рата је било избацивање руске војске из Пољске и стварање Варшавског војводства. Наполеон је после тога кренуо северно да се разрачуна са остатком руске војске и да заузме привремену престолницу Пруске Кенигсберг. Битка код Ејлауа 7. фебруар -8. фебруар 1807. завршила је тактички нерешено. После битке Руси се се повукли још северније. Наполеон је тешко поразио руску војску у бици код Фридланда 14. јуна 1807. После пораза руски цар Александар I Романов је био присиљен да потпише неповољан мировни споразум. Био је то Тилзитски споразум потписан 7. јула 1807. Тим споразумом Русија је престала бити Наполеонов противник, а предала је део територија. Створено је Варшавско војводство. Русија је била обавезна да напусти Молдавију и Влашку. До септембра маршал Брин је окупирао Шведску Померанију. Швеђанима је дозволио да повуку сву муницију.

## Резултат
На Ерфуртском конгресу (септембар -октобар 1808) Александар I Романов и Наполеон су се договорили да Русија треба присилити Шведску да се придружи континенталном систему ембарга против Велике Британије. Пошто се Шведска није сложила Русија је започела Фински рат 1808—1809. и поделила је тадашњу Шведску на два дела, односно одузимајући јој Финску. Источни део тадашње Шведске постао је Велико војводство Финска.